# María Luisa Gaxiola y Dighero
María Luisa Gaxiola y Dighero (Ciudad de México, 21 de abril de 1979) es una abogada mexicana. Fue la primera mujer en la historia en ser nombrada autoridad en una plaza de toros, en la Monumental Plaza México. También es la primera mujer designada directiva de una organización taurina en México.

## Sus inicios en la fiesta brava

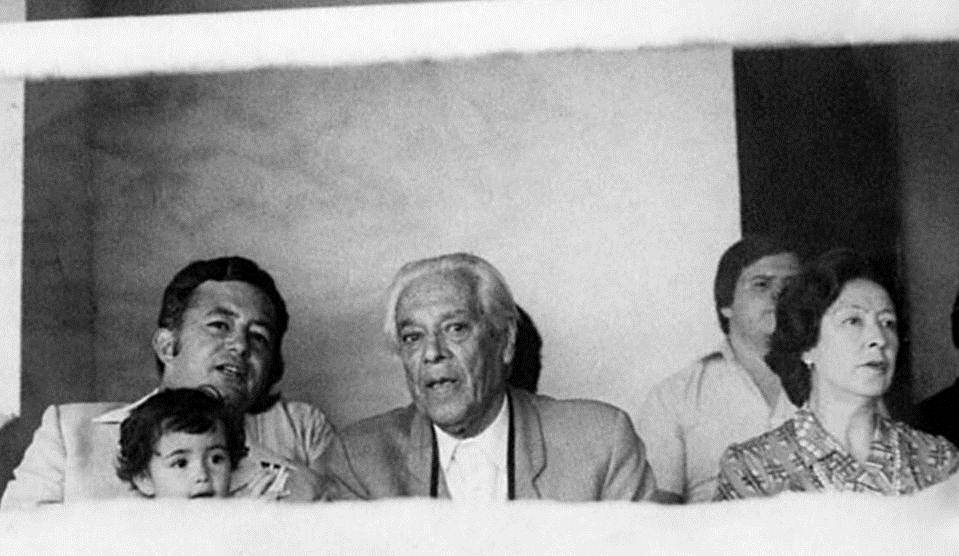
A los 2 años en la Plaza de Toros México, con su padre Jaime Gaxiola Estrada y el poeta Renato Leduc.

Su afición taurina surgió desde los 2 años de edad, cuando en 1981 acudió a su primera corrida de toros, acompañada de su padre Jaime Gaxiola Estrada y del poeta Renato Leduc. 
A los 4 años de edad ya era común que estuviera presente los domingos de Temporada Grande, en la Plaza de Toros México. Siendo adolescente, se involucró en la vida taurina, haciendo amistad con toreros como Alfredo Gutiérrez, sobrino del también torero mexicano Jorge Gutiérrez Argüelles.

## Autoridad taurina

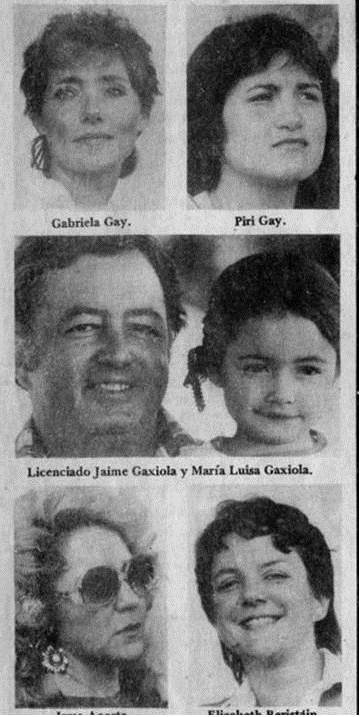
En 1983, a los 4 años en la Plaza de Toros México. Su padre le inculco desde muy chica la afición taurina

El 23 de diciembre de 2007 saltó a la fama, al convertirse en la primera mujer en la historia del país, en ser designada autoridad en una plaza de toros, y aparecer en el callejón de la Monumental Plaza México, durante la octava corrida de la Temporada Grande 2007-2008.
El nombramiento honorífico, otorgado por la Delegación Benito Juárez, en la Ciudad de México, causó revuelo, al tratarse de la primera ocasión que una mujer incursionaba de lleno en dicha actividad por afuera del ruedo, lo que le valió entrevistas y seguimientos por parte de diversos analistas taurinos y medios de comunicación, como la prensa, la radio y la televisión.
La polémica de su incursión en el mundo taurino, se acentuó inicialmente por coincidir sus primeras apariciones con incidentes de cornadas, en que se vieron envueltos varios toreros durante sus apariciones. No faltaron las voces que lo adjudicaban a viejos tabúes, símbolos, e incluso machismo, dentro del mundo de la tauromaquia, dada la presencia de una mujer al lado del ruedo, en plena corrida. Lo anterior fue de inmediato descartado por la empresa administradora de la Plaza México. Incluso el periódico Excelsior, que venía dándole seguimiento a María Luisa Gaxiola, le dedicó la primera plana de su edición del 11 de enero de 2008, con una foto suya de cuerpo entero (algo inusual), bajo el título "¿Maldición en la México?.
Al paso del tiempo, María Luisa Gaxiola se ganó la confianza tanto de los empresarios de la Plaza México, como Rafael Herrerías, como de los propios toreros, comentaristas y la prensa. De esa manera, no solo concluyó la Temporada Grande 2007-2008, sino que en 2009, la nueva administración de la Delegación Benito Juárez, le ratificó el nombramiento. A partir de 2010 y hasta 2012, fue conductora del programa taurino de radio por internet Desde el Callejón, perteneciente al Grupo Grita Sports. Para 2017 continuaba participando en encuentros taurinos y en entrevistas, sobre la Tauromaquia.
El 12 de enero de 2017, fue designada secretaria general de Tauromaquia Mexicana, capítulo Ciudad de México, la asociación taurina más importante del país. Con su nombramiento, María Luisa Gaxiola también se convirtió en la primera mujer en ser dirigente de una organización taurina en México.